# Zwierzchów
Zwierzchów – wieś w Polsce położona w województwie łódzkim, w powiecie bełchatowskim, w gminie Bełchatów.

## Historia
Słownik geograficzny Królestwa Polskiego i innych krajów słowiańskich z roku 1895 tak opisuje miejscowość:

Zwierzchów Poduchowny i Szlachecki, w dokumencie z 1198 r. Spirzow, 1518 r. Sbyerschou i Zbirzchów, 1552 r. Zwierzchów, wieś i folwark, powiat piotrkowski, gmina Bełchatówek, parafia Bogdanów. Wieś Zwierzchów Duchowny ma 16 domów, 169 mieszkańców, 234 mórg; folwark 1 dom, 5 mieszkańców, 155 mórg; Zwierzchów Szlachecki, osada, 1 dom, 13 mieszkańców, 24 mórg. W 1827 r. było 11 domów, 93 mieszkańców. Jest to starożytna osada. Znajdował się tu zapewne dwór książęcy, gdyż odbywał się tu przed r. 1198 w czasie świąt wielkanocnych zjazd, na którym był obecny książę Kazimierz, Zdzisław arcybiskup, Lupus, biskup, i wielu przedniejszych. Wydano tu dokument nadań i przywilejów książęcych dla klasztoru miechowskiego (przed r. 1198, z którego pochodzi akt patryarchy jerozolimskiego, oznajmiający o tych nadaniach). Tu również podpisany był w r. 1227 układ polubowny między pełnomocnikiem Guntera, biskupa płockiego, a prepozytem miechowskim o wsi Góra, Suchodół i Kramsko (Kod. Małop., II, 14, 15, 34). Na początku XVI w. łany km. i folwark dawały dziesięcinę kościołowi w Bogdanowie (Łaski, L. B, II, 220). W r. 1511 wieś miała 2.5 łan. km. W r. 1552 mieszka tu drobna szlachta, uboga. Wojciech Dziegiel z Andrzejem Rusinem płacą od 6 ćwierci a Mikołaj Grodek i Stan. Czech od 1 łana. Była też Wola Zbirchowska, płacąca r. 1553 od 1,5 łan. km. (Paw., Wielk., II, 196 i 257). Spis wsi z r. 1827 nazywa Zwierzchów wsią prywatną a spis urzędowy wsi i osad guberni piotrkowskiej z r. 1881 wylicza: Zwierzchów Duchowny folwark, Zwierzchów Poduchowny wieś i Zwierzchów Szlachecki osada włościańska. Kiedy i do jakiego kościoła należał Zwierzchów niewiadomo.

W latach 1975–1998 miejscowość należała administracyjnie do województwa piotrkowskiego.